# Повість Тікамацу
| оператор          = Кадзуо Міяґава
| художник          =
| костюмер          =
| композитори       = 
- Фуміо Хаясака
- Тамедзо Мочизукі

| кінокомпанія      = Daiei Studios (Кіото)
| дистриб'ютор      =
| тривалість        = 102 хв.
| мова              = японська
| країна            =  Японія
| рік               = 1954
| кошторис          =
| касові збори      =
| дата виходу       = 23 жовтня 1954 (Японія)
| рейтинг           = IMDb: 
| сайт              =
}}
«Повість Тікамацу» (яп. 近松物語, Chikamatsu Monogatari), назва в міжнародному прокаті — «Розіп'яті коханці» (англ. The Crucified Lovers) — японський історичний фільм-драма 1954 року, поставлений режисером Кендзі Мідзогуті за п'єсою Тікамацу Мондзаемона «Майстер календарів» (大経師昔暦 (яп. Daikyoji mukashi gomon)) 1751 року. Фільм брав участь в конкурсній програмі 8-го Каннському кінофестивалі у змаганні за «Золоту пальмову гілку».

## Сюжет
Кіото, XVIII сторіччя. Осан, дружина Ісюна, знатного друкаря календарів для імператорського двору, просить Мохея, улюбленого працівника свого чоловіка, позичити їй трохи грошей для брата з матір'ю. Вона вже стільки разів просила допомоги в чоловіка, що їй незручно знову його турбувати. Мохей таємно закоханий в Осан і тільки радий їй допомогти. Щоб отримати ці гроші, він збирається взяти особисту печатку хазяїна. Інший працівник здогадується про його плани, і Мохей тут же зізнається хазяїну в тому, що задумав. Його замикають в сараї. Випадково чоловік застає Осан з Мохеєм. Осан скомпрометована, хоча їй нема в чому собі докорити. Втомившись від зрад чоловіка, який і зараз упадає за служницею Отамою, закоханою в Мохея, Осан вважає за краще піти з будинку. Мохей тікає разом з нею. Ховаючись від переслідувачів, посланих навздогін друкарем, утікачам доводиться видавати себе за брата і сестру. Вони сідають в човен і пливуть по озеру Біва, маючи намір накласти на себе руки. Мохей зізнається Осан, що давно кохає її. Вона не здогадувалася про це, і це щире визнання позбавляє її всякого бажання помирати.
Поки в озері шукають тіла двох потопельників, Осан і Мохей піднімаються в гори. Мохей намагається втекти, щоб врятувати Осан від безчестя; та наздоганяє його та докоряє в жорстокості. Він благає її повернутися до чоловіка. Потім приводить її в будинок свого батька біля підніжжя гори Атаго. Батько ховає коханців, але під тиском місцевих селян, що бояться кари за приховування втікачів, вимушений їх видати. Осан відводять. Через деякий час батько розв'язує полоненого сина. Осан живе у брата і матері. Вона відмовляється повертатися до чоловіка, який її пробачив. До неї приходить Мохей. Брат видає їх, але їм вдається дивом уникнути арешту. Майно Ісюна конфісковане, а будинок його розорений — усе внаслідок тієї ганьби, що він накликав на себе й намагався приховати від влади. Його падінню також сприяли конкуренти по ремеслу. Нарешті, Осан і Мохея знаходять. Прив'язані один до одного, вони їдуть у возі на страту, уготовану коханцям, що провинилися: розп'яття. По дорозі охоронці помічають щастя і спокій на обличчях засуджених, приречених на смерть.

## У ролях
- Кадзуо Хасегава ···· Мохей
- Кеко Кагава ···· Осан
- Ейтаро Сіндо ···· Ісюн
- Сакае Одзава ···· Сукеемон
- Йоко Мінаміда ···· Отама
- Харуо Танака ···· Докі
- Тіеко Наніва ···· Око
- Ітіро Сугаї ···· Ґембей
- Тацуя Ісігуро ···· Ісан

## Знімальна група
- Автори сценарію — Йосіката Йода, Мацутаро Кавагуті за п'єсою Тікамацу Мондзаемона «Майстер календарів» (1715)
- Режисер-постановник — Кендзі Мідзогуті
- Продюсер — Масаїті Нагата
- Композитори — Фуміо Хаясака, Тамедзо Мочизукі
- Оператор — Кадзуо Міяґава
- Монтаж — Кандзі Суганума
- Художник-постановник — Хісакадзу Цудзі, Хіроші Мідзутані
- Художник по костюмах — Натсу Іто
- Художник-декоратор — Яічі Ебізе
- Артдиректор — Хіроші Мідзутані
- Звук — Івао Отані

## Визнання
| Нагороди та номінації фільму «Повість Тікаміцу» | Нагороди та номінації фільму «Повість Тікаміцу» | Нагороди та номінації фільму «Повість Тікаміцу» | Нагороди та номінації фільму «Повість Тікаміцу» | Нагороди та номінації фільму «Повість Тікаміцу» | Нагороди та номінації фільму «Повість Тікаміцу» |
| Рік                                             | Кінофестиваль/кінопремія                        | Категорія/нагорода                              | Номінант                                        | Результат                                       |                                                 |
| ----------------------------------------------- | ----------------------------------------------- | ----------------------------------------------- | ----------------------------------------------- | ----------------------------------------------- | ----------------------------------------------- |
| 1955                                            | 8-й Каннський міжнародний кінофестиваль         | Золота пальмова гілка                           | Повість Тікаміцу                                | Номінація                                       |                                                 |
| 1955                                            | Премія «Блакитна стрічка»                       | Найкращий режисер                               | Кендзі Мідзогуті                                | Перемога                                        |                                                 |